# Sahlinit
Sahlinit ist ein sehr selten vorkommendes Mineral aus der Mineralklasse der „Phosphate, Arsenate und Vanadate“ mit der chemischen Zusammensetzung Pb14[Cl4|O9|(AsO4)2] und ist damit chemisch gesehen ein Blei-Arsenat mit zusätzlichen Chlor- und Sauerstoff-Ionen sowie das Arsen-Analogon zum Kombatit.
Sahlinit kristallisiert im monoklinen Kristallsystem, entwickelt jedoch nur winzige, schuppige Kristalle bis etwa zwei Millimeter Größe in faserigen oder derben Mineral-Aggregaten und krustigen Überzügen. Das Mineral ist durchscheinend und zeigt auf den Oberflächen der hellschwefelgelben, hellgrünlichgelben oder gelben bis orangen Kristalle einen diamantähnlichen Glanz. Auf der Strichtafel hinterlässt Sahlinit einen blassgelben Strich.

## Etymologie und Geschichte

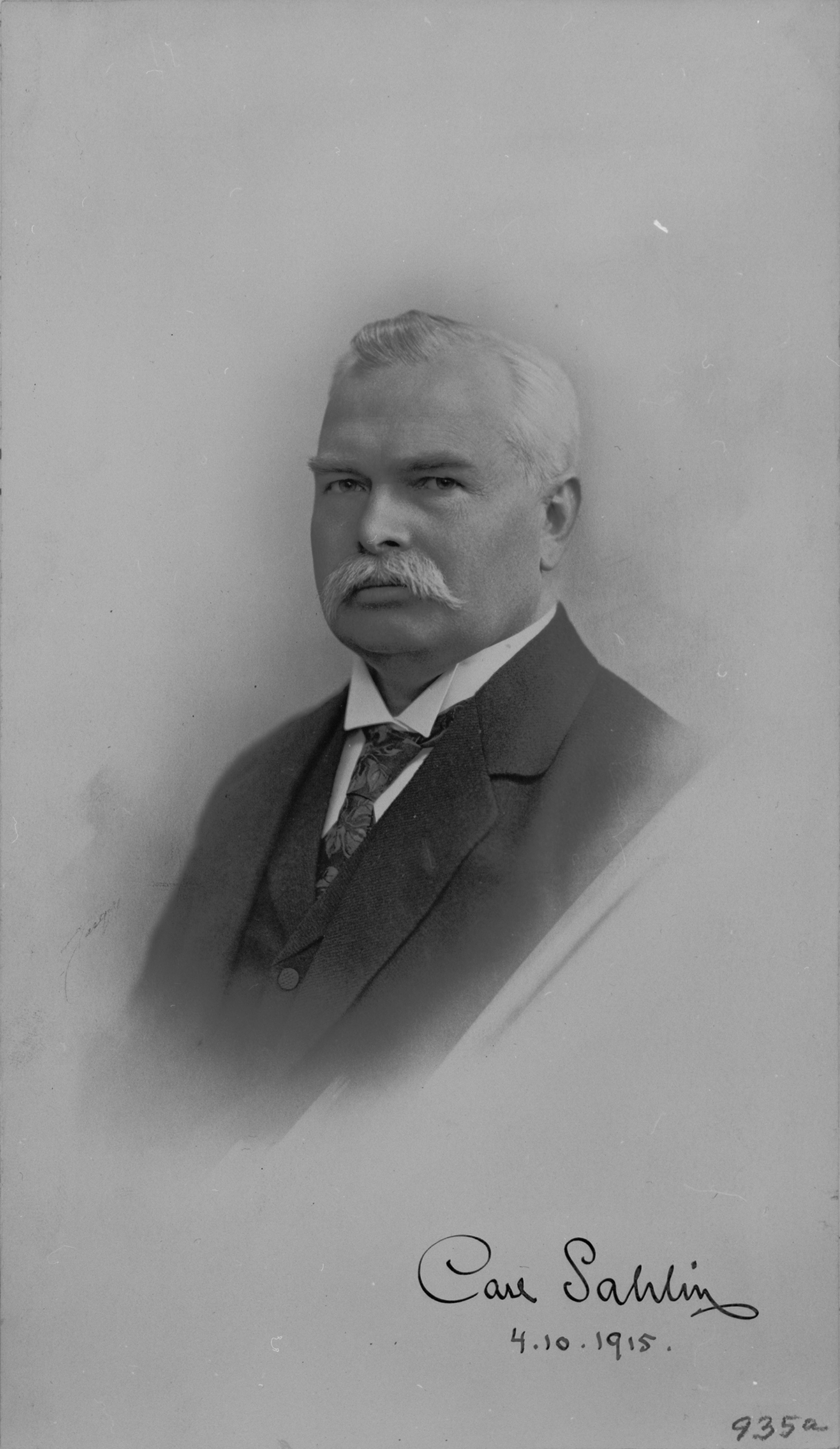
Carl Sahlin (1915)

Erstmals entdeckt wurde Sahlin in der Grubengemeinde Långban in der schwedischen Provinz Värmlands län. Die Erstbeschreibung erfolgte 1934 durch Gregori Aminoff, der das Mineral nach dem schwedischen Metallurgen, Generaldirektor eines Eisenhüttenwerkes und Industriehistoriker Carl Sahlin (Carl Andreas Sahlin, 1861–1943) benannte. Dieser führte unter anderem umfangreiche Untersuchungen zur Nutzungsgeschichte des älteren schwedischen Bergmanagements durch und war Mitbegründer von drei technisch-historischen Museen: dem Bergwerk Museum von Falun, dem Laxå Bruksmuseum und dem Tekniska museet (Technischen Museum) in Stockholm.
Sahlenit war bereits vor der Gründung der International Mineralogical Association (IMA) bekannt und ist daher als sogenanntes grandfathered Mineral als eigenständige Mineralart anerkannt.
Das Typmaterial des Minerals wird im Stockholmer Naturhistoriska riksmuseet (wörtlich Naturhistorisches Reichsmuseum) in Schweden unter der Katalog-Nr. g22707-08 und im National Museum of Natural History in Washington, D.C. in den USA unter der Katalog-Nr. B13892 aufbewahrt.

## Klassifikation
In der veralteten 8. Auflage der Mineralsystematik nach Strunz gehörte der Sahlinit zur Mineralklasse der „Phosphate, Arsenate, Vanadate“ und dort zur Abteilung „Wasserfreie Phosphate, Arsenate und Vanadate mit fremden Anionen“, wo er gemeinsam mit Atelestit und Georgiadesit in der „Georgiadesit-Sahlinit-Atelestit-Gruppe“ mit der Systemnummer VII/B.18 steht.
In der zuletzt 2018 überarbeiteten Lapis-Systematik nach Stefan Weiß, die formal auf der alten Systematik von Karl Hugo Strunz in der 8. Auflage basiert, erhielt das Mineral die System- und Mineralnummer III/D.10-170. Dies entspricht der Klasse der „Halogenide“ und dort der Abteilung „Oxihalogenide“, wo Sahlinit zusammen mit Asisit, Blixit, Chubutit (D), Damarait, Ekdemit, Heliophyllit (D), Hereroit, Kombatit, Mendipit, Mereheadit, Nadorit, Parkinsonit, Penfieldit, Perit, Philolithit, Pinalit, Rickturnerit, Rumseyit, Schwartzembergit, Seeligerit, Sundiusit, Symesit, Telluroperit, Thorikosit, Vladkrivovichevit und Yeomanit eine unbenannte Gruppe mit der Systemnummer III/D.10 bildet.
Die von der International Mineralogical Association (IMA) zuletzt 2009 aktualisierte 9. Auflage der Strunz’schen Mineralsystematik ordnet den Sahlinit in die Klasse der „Phosphate, Arsenate und Vanadate“ und dort in die Abteilung „Phosphate usw. mit zusätzlichen Anionen; ohne H2O“ ein. Hier ist das Mineral in der Unterabteilung „Mit ausschließlich großen Kationen; (OH usw.) : RO4 ≥ 1:1“ zu finden, wo es zusammen mit Kombatit die „Sahlinitgruppe“ mit der Systemnummer 8.BO.20 bildet.
In der vorwiegend im englischen Sprachraum gebräuchlichen Systematik der Minerale nach Dana hat Sahlinit die System- und Mineralnummer 41.01.04.01. Das entspricht der Klasse der „Phosphate, Arsenate und Vanadate“ und dort der Abteilung „Wasserfreie Phosphate etc., mit Hydroxyl oder Halogen“. Hier findet er sich innerhalb der Unterabteilung „Wasserfreie Phosphate etc., mit Hydroxyl oder Halogen mit (A2+)m (XO4)p Zq, mit m:p>4:1“ in einer unbenannten Gruppe mit der Systemnummer 41.01.04, in der auch Kombatit eingeordnet ist.

## Chemismus
Die theoretische Zusammensetzung von Sahlinit (Pb14[Cl4|O9|(AsO4)2]) besteht aus 83,73 % Blei, 4,09 % Chlor, 4,33 % Arsen und 7,85 % Sauerstoff. In den Sahlinitproben aus der Typlokalität Långban fanden sich zusätzlich geringe Beimengungen von etwa 0,43 % Kohlenstoffdioxid (CO2), 0,46 % Calcium in der Form CaO und 0,10 % Kristallwasser (H2O).

## Kristallstruktur
Sahlinit kristallisiert isostrukturell (im gleichen Strukturtyp) mit Kombatit im monoklinen Kristallsystem in der Raumgruppe C2/c (Raumgruppen-Nr. 15) mit den Gitterparametern a = 12,71 Å; b = 22,50 Å; c = 11,36 Å und β = 119,0° sowie 4 Formeleinheiten pro Elementarzelle.

## Bildung und Fundorte
An seiner Typlokalität Långban in Schweden fand sich Sahlinit in einem metamorphisierten Fe-Mn-Erzkörper, wo er in Paragenese mit Dolomit, Forsterit, Hausmannit und Manganhumit auftrat. Weitere bisher bekannte Fundorte in Schweden sind die Grube Jakobsberg bei Nordmark und die Grube Harstigen bei Pajsberg (Persberg) in der Gemeinde Filipstad.
In Namibia fand sich Sahlinit in den geschichteten Hausmannit-Baryt-Erzen des Untertage-Bergwerks Kombat in der Gemeinde Grootfontein (Otjozondjupa), wo er neben Hausmannit und Baryt noch mit gediegen Kupfer und Jakobsit vergesellschaftet auftritt.
Zwei weitere dokumentierte Fundorte, die Wesley Mine bei Westbury on Trym knapp 5 km nördlich von Bristol und der Steinbruch Torr Works bei Cranmore knapp 5 km östlich von Shepton Mallet in England, wurden bisher nicht bestätigt.

## Verwendung
Aufgrund seiner Seltenheit ist Sahlinit allenfalls für Sammler von Interesse.